# Чорна металургія України

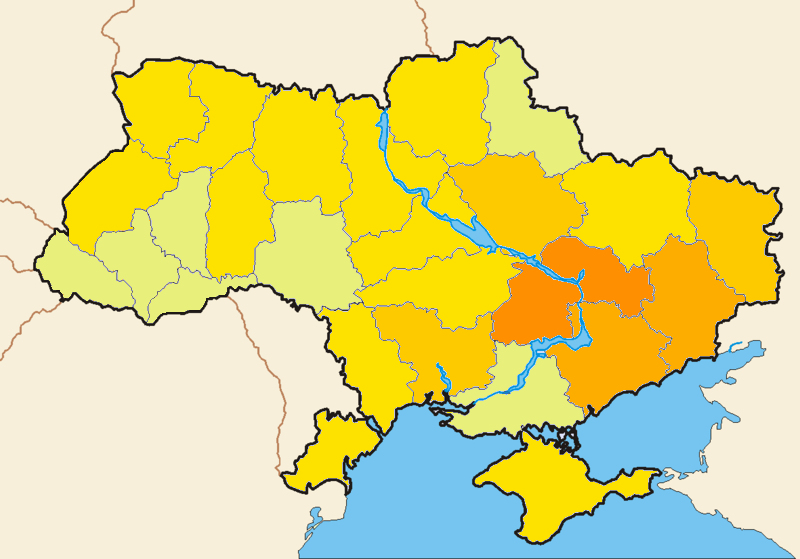
Чорна та кольорова металургія України. Кольорами позначено рівень виробництва продукції металургії різними областями України. Темножовтогарячий — понад 2 000, Жовтогарячий — 1 300—1500, жовтий — 240—450, світложовтий — до 5 (грн./1 жителя).

Споживання сталі в Україні в 1990—2008 рр.

Чорна металургія України — галузь економіки України. Україна є одним із лідерів країн-виробників металів у світі і займала до 2008 року 7 місце за обсягом виробництва сталі і 3 місце — за обсягом експорту металопродукції. Країна входить до десятки найбільших виробників і експортерів металу. Частина продукції, яку виробляють металургійні підприємства, становить 30 % загалом у промисловому виробництві і 42 % від загальних обсягів експорту України. Понад 80 % металопродукції експортується до країн Європи, Азії, Близького Сходу, Південної Америки.

## Історія
Початком виробництва заліза в Україні прийнято вважати V-IV ст. до н. е.
За доби Київської Русі було досягнуто доволі високого для свого часу рівня виробництва і обробки заліза. У XIV-XVIII ст. на Поліссі, Галичині і Прикарпатській Україні розвиненим було виробництво заліза у руднях.
У XIV—XVIII століттях на території України виробництво заліза в горнах і невеличких домницях було поширене на Поліссі, в Галичині, також на Полтавщині й Харківщині. 1830 р. в Україні нараховувалося 153 кустарні підприємства, які витоплювали чавун з місц. болотяних руд на деревному вугіллі. [джерело?]
На Поліссі наприкінці XVIII століття з'явилися перші доменні печі невеликого розміру, в яких виплавляли чавун для виливків з місцевих болотних руд на деревному вугіллі. Однак, у зв'язку з виснаженням мінерально-сировинних ресурсів наприкінці XIX — поч. ХХ століть всі ці домни було закрито.
Намагання розвинути чорну металургію з кінця XVIII ст. на Донбасі на місцевих рудах і антрацитах не дали бажаних наслідків, хоч збудовано ряд металургійних заводів, наприклад, Луганський (1795—1796), Петровський (1858—1861), Лисичанський (1869—1870) та ін. Розвиток чорної металургії на Донбасі стримували технологічні труднощі витопу чавуну на антрациті, а також загальна господарська відсталість, брак робітничих кадрів тощо.
Після реформи 1861 року змінилися умови розвитку чорної металургії в Україні й актуальною стала справа її створення на коксівному вугіллі. Металургія Уралу з її відсталою технікою не задовольняла тоді існуючих господарських потреб Російської імперії, тому розпочато розбудову чорної металургії на півдні, зокрема в Україні.
Заводське виробництво чорних металів почало швидко розвиватись на території України в останні 30 років XIX століття разом з промисловою розробкою покладів кам'яного вугілля в Донбасі і залізних руд у Криворізькому та Керченському басейнах. 1872 збудовано великі заводи чорної металургії в Юзівці й Суліні. На цих заводах ще використовували місцеві руди Донбасу. В кінці 1870-х років було виявлено великі поклади високоякісних залізних руд на Криворіжжі, згодом було побудовано залізниці, що сполучали Донбас з Криворіжжям, Нікополем та портами Чорного й Азовського морів. Разом з цим в Україні почала швидко розвиватися чорна металургія; збудовано нові заводи: Олександрівський у Катеринославі (1887), Дніпровський у Кам'янському. (1889), Петровський у Єнакієвому (1897), трубопрокатні у Катеринославі (1896), Маріуполі (1897), Макіївці (1899) та ін. 1900 року в Україні вже нараховувалося 15 великих заводів з річною продукцією близько 1,5 млн т металу. [джерело?] Чорна металургія України швидко розвивалася: 1870 давала 2,4 % загальної продукції Російської імперії, 1890 — 27,3 %, 1900 — 47,8 %. Перші металургійні заводи було побудовано на Донбасі, тобто поблизу покладів кам'яного вугілля, пізніше, коли техніка витопу чавуну стала досконаліша, переважно у районах родовищ залізної руди (на Криворіжжі) і на шляху між Криворізьким і Донецьким басейнами: у Катеринославі, Олександрівському, Нікополі та ін.
Після швидкого піднесення у 1890-х роках чорної металургії України на початку XX ст. почала частково занепадати. Внаслідок  світової економічної кризи в 1900—1903 роках багато підприємств збанкрутувало, припинився до деякої міри і приплив чужоземних капіталів, які доти майже повністю фінансували чорну металургію України. На початку XX ст. відбувся помітний наростаючий процес концентрації капіталу, саме тоді виник великий промисловий синдикат «Продамет», який об'єднував 12 найбільших підприємств чорної металургії та зосереджував майже 80 % продажу металу. Однак, не зважаючи на деяке сповільнення розвитку і повторні економічні кризи, чорна металургія України й далі розвивалася; розбудовано ще кращі залізничні сполучення між Донбасом і Кривбасом; швидким темпом розвивалася також сировинна база, збільшувалася експлуатація покладів залізних руд у Криворіжжі, коксівного вугілля на Донбасі, марганцевої руди у Нікополі, вапняків і доломітів на Донбасі та Придніпров'ї. 1913 року в Україні діяли 21 великий металургійний завод, на яких знаходилося в експлуатації 42 доменні, 72 мартенівських пічі, 28 конверторів та близько 70 прокатних і трубних станів. Продукція металургійних заводів України становила 68 % загальноросійського виробництва чавуну, 58 % сталі, 57 % прокату.

### 1913—1940-і роки
За Першої світової війни більшість підприємств чорної металургії в Україні було зруйновано, і з 1920 році вироблялося у порівнянні з 1917 роком тільки 0,5 % чавуну, 1,7 % сталі та 1,8 % прокату. Передвоєнного рівня досягнуто лише у 1928—1929 роках.
З введенням п'ятирічок радянська влада надавала великого значення розвиткові чорної металургії, як основної бази для всієї промисловості. Держплан СРСР вважав обов'язковим якнайскоріше розвинути металургійну базу на Сході СРСР (Магнітогорський і Кузнецький комплекси) коштом розвитку чорної металургії України. Проти таких настанов протестував український Держплан і деякі українські економісти (зокрема Діменштейн та ін.). Дискусія закінчилася деяким компромісом: вирішено підсилити розвиток чорної металургії України, але одночасно ще швидше розбудовувати російські осередки.
За планом за першої п'ятирічки було розпочато будівництво низки великих підприємств, наприклад, «Запоріжсталь» у Запоріжжі, «Азовсталь» у Маріуполі, «Криворіжсталь» та ін., що їх введено в експлуатацію на початку другої п'ятирічки. Реконструйовано й вже існуючі заводи: Дніпровський, Макіївський та ін., збудовано Харцизький і Нікопольський трубні заводи. У 1928–1940 рр. введено в дію 28 доменних і 42 мартенівські печі, 12 електропечей, 6 конверторів та 32 трубопрокатні стани. 1940 Україна давала 64,7 % чавуну, 48,6 % сталі та 49,6 % прокату СРСР і забезпечувала працею 153 000 робітників.

### З 1941 року
В часи Другої світової війни чорна металургія України була значною мірою зруйнована. Велику частину устаткування вивезено на Схід, решту знищили рад. і нім. війська. Відбудова чорної металургії після війни в Україні відбувалася повільно, і тільки в 1950 році частково було досягнуто передвоєнного рівня. За перших повоєнних п'ятирічок чорна металургія України користувалася досить значними капіталовкладеннями, що уможливило деяку реконструкції давніших підприємств на новій технічній базі та будову нових заводів. Так, у 1945—1950 роках введено в дію 10 потужних доменних печей, 27 мартенівських печей, на зміну 30-40-тонним прийшли нові, потужністю 150 — 200, а навіть 300-тонні. В 1950—1970-х роках українська чорна металургія отримувала приблизно 30 % всесоюзних капіталовкладень цієї галузі. За цей час було введено в дію 32 доменні печі (у тому ч. 4 об'ємом 2 000 м³ та по одній 2 300 м³ і 2 700 м³), 36 мартенівських печей (у тому числі 11 місткістю 650 і 900 т), 18 кисневих конверторів, 53 прокатних станів, 17 нових станів на трубопрокатних заводах тощо. У прокатних цехах на станах всіх типів значно збільшено продуктивність шляхом удосконалення нагрівання металу, збільшення ваги і габаритів зливків та скорочення циклу прокату. Значно сконцентровано виробництво. Питома вага України у загальносоюзному виробництві становила 48 % чавуну, 40 % сталі, 41 % готового прокату і 36 % сталевих труб. Виробництво основних видів продукції чорної металургії УРСР таке (в млн тонн):

## Сучасність
Україна є одним із світових лідерів виробників металів і займала до 2008 року 7 місце за обсягом виробництва сталі і 3 місце — за обсягом експорту металопродукції. Країна входить до десятка найбільших виробників і експортерів металу. Частина продукції, яку виробляють металургійні підприємства, становить 30 % загалом у промисловому виробництві і 42 % від загальних обсягів експорту України. Понад 80 % металопродукції експортується до країн Європи, Азії, Близького Сходу, Південної Америки.
На 2013 рік, в Україні найбільшими родовищами чорних металів є Криворізький залізорудний басейн та Нікопольський марганцевий басейн.
Найбільші підприємства галузі в Україні: «Запоріжсталь», «Азовсталь», «Криворіжсталь», «Дніпроспецсталь», Харцизький трубний завод, Авдіївський коксохімічний завод, Дніпропетровський металургійний завод, Дніпропетровський металургійний комбінат, Єнакіївський металургійний завод, Макіївський металургійний комбінат, Нікопольський південнотрубний завод та ін.
За підсумками 2013 року, Україна скоротила експорт чорних металів на 6,4 % порівняно з 2012 роком, до $ 14,3 млрд (близько 8 % ВВП), при цьому їх частка в експорті країни становить близько чверті. У кращі часи, наприклад у 2008 році, Україна експортувала чорних металів на $ 25 млрд, а частка в експорті досягала 40 %.
Станом на 2016 рік, Україна входила до 10 світових виробників сталі.
| Підприємство                  | млн. т. | %   |
| Метінвест Холдинг             | 9,5     | 26  |
| ІСД                           | 7,7     | 21  |
| ArcelorMittal Кривий Ріг, ОАО | 6,2     | 17  |
| ММК ім. Ілліча, ОАО           | 5,6     | 15  |
| МК «Запоріжсталь», ОАО        | 3,9     | 11  |
| Інші                          | 3,6     | 10  |
| Всього                        | 36,5    | 100 |

За підсумками 2023 року, згідно повідомлення УАВтормету, з України було експортовано 4,76 млн т чорних металів на суму $2,64 млрд, що на 22,0 % та 41,6 % менше у порівнянні з попереднім роком у фізичному та грошових вимірах. Протягом 2023 року Україна експортувала: переробного чавуну — 1,25 млн т; напівфабрикатів – 1,20 млн т; феросплавів – 0,34 млн т. Географічна структура українського експорту складала: у країни ЄС (≈ 82,0 %); у країни Європи (≈ 7,5 %); у країни СНД (≈ 3,5 %); інші регіони світу (≈ 7,0 %). Експорт залізорудної сировини в 2023 році відповідно склав 17,7 млн т, що менше обсягів зовнішніх відвантажень за аналогічний період попереднього року на 26,1 %, коли було експортовано 23,9 млн тонн.